# Don't Back Down
«Don't Back Down» es una canción escrita por Brian Wilson y Mike Love para la banda de rock estadounidense The Beach Boys. Fue editada en su álbum de estudio All Summer Long de 1964 y en el EP Four by The Beach Boys.

## Historia
El tema de esta canción es el surf, y sería la última canción sobre surf hasta "Do It Again" de 1968. En la letra, los surfistas tratarían de impresionar a las chicas al no retroceder desde las olas.
"Don't Back Down" ha aparecido en numerosos álbumes de compilación, incluyendo Spirit of America (la secuela del infame álbum recopilatorio Endless Summer), Good Vibrations: Thirty Years of The Beach Boys, The Capitol Years y Made in California. Una toma alternativa de esta canción se encuentra en la reedición en CD de Little Deuce Coupe/All Summer Long.

## Crítica
Richie Unterberger, crítico de AllMusic, calificó la canción como "un tesoro relativamente poco conocido" y la elogió por sus "letras extraordinariamente ansiosas". El escritor Andrew Hickey llamó a la canción "una de las mejores canciones de All Summer Long". El autor Philip Lambert dijo que "'Don't Back Down' explota positivamente la energía del surf y su vitalidad".

### Créditos
Por Craig Slownski.
The Beach Boys
- Mike Love – voz, bajo, coros y armonías vocales
- Al Jardine – coros y armonías vocales, bajo eléctrico
- Brian Wilson – coro falsete, coros y armonías vocales; tack piano vertical o de cola; órgano Hammond B3; arreglos
- Carl Wilson – coros y armonías vocales, guitarra rítmica
- Dennis Wilson – coros y armonías vocales, batería

Músicos adicionales y personal de producción
- Hal Blaine – batería
- Chuck Britz – ingeniero de grabación
- Ray Pohlman – bajo eléctrico de seis cuerdas

## Versiones
En la década de 1990, la canción fue grabada por Darian Sahanaja con un estilo de producción parecido al de Pet Sounds, incluyendo un teclado introductorio similar al de la canción "You Still Believe in Me", y un final con armonías vocales tomadas de "Heroes and Villains Outtake" que eventualmente se usaron en la versión de Brian Wilson Presents Smile. La portada del sencillo de la versión de "I Wanna Pick You Up" hecha por Sahanaja fue lanzada como lado B de "Do You Have Any Regrets" escrito por Brian Wilson. El sencillo fue prensado en vinilo azul con una etiqueta parodiando al sello X Records, la discográfica que editó el primer sencillo de The Beach Boys, "Surfin'".
En 2000, la canción fue grabada por Alex Chilton para el álbum recopilatorio en homenaje a Brian Wilson y The Beach Boys Caroline Now!.